# Hack Simpson
Harold Alfred (Hack) Simpson  (Rosser, 26 juni 1910 - Montreal, 30 maart 1978) was een Canadese ijshockeyspeler. 
Simpson won met zijn ploeg de Winnipeg Hockey Club in 1931 het amateurkampioenschap van Canada de Allan Cup. Door deze overwinning waren de Winnipeg Hockey Club de Canadese vertegenwoordigen op de Olympische Winterspelen 1932. Simpson speelde vijf wedstrijden waarin hij zesmaal scoorde. Simpson wilde in het zelfde jaar ook deelnemen aan de zomerspelen bij het roeien, maar Simpson werd niet geselecteerd voor de Canadese ploeg.